# كانال (محطة مترو أنفاق مدريد)
كانال (بالإسبانية: Canal)‏ هي محطة مترو أنفاق في مدريد في إسبانيا، تقع على الخط رقم 2,9.